# 9e régiment de cuirassiers
Das Régiment d’Artois cavalerie, zuletzt als 9e régiment de cuirassiers ein gepanzertes Aufklärungsregiment, war ursprünglich ein Regiment der schweren Kavallerie, aufgestellt im Königreich Frankreich während des Ancien Régime. Es hat sich in den Revolutionskriegen und den Kriegen des Ersten Kaiserreichs besonders ausgezeichnet.

## Aufstellung und signifikante Änderungen
- Dezember 1665: Aufstellung als „Régiment de Baleroy de Choisy cavalerie“.
- 24. Mai 1668: Entlassen
- 6. August 1671: Wiederaufstellung als „Régiment de Baleroy de Choisy cavalerie“
- 1672: Umbenennung in „Régiment de Courcel cavalerie“.[1]
- 1674: Umbenennung in „Régiment de Villars cavalerie“.
- 8. August 1679: Aufgelöst. Die verbliebenen Kompanien (bis auf die Leibkompanie, die selbstständig blieb) wurden am 15. August in die Regimenter „Choiseul-Beaupré cavalerie“ und „de Chartres cavalerie“ eingegliedert.
- 15. Januar 1684: Wiederaufstellung als „Régiment de Villars cavalerie“ mit der bisherigen Leibkompanie als Stamm
- 20. März 1688: Umbenennung in „Régiment d’Anjou cavalerie“
- 10. September 1753: Umbenennung in „Régiment d’Aquitaine cavalerie“.
- 1. Dezember 1761: Eingliederung des „Régiment de Vaussieux-Hericy cavalerie“[2] und Umbenennung in „Régiment d’Artois cavalerie“.[3]
- 1. Januar 1791: Umbenennung in „9e régiment de cavalerie“.
- 24. September 1803: Umwandlung in „9e régiment de cuirassiers“. Eingliederung von einer Kompanie des 19e und zwei Escadrons des 22e régiment de cavalerie
- 1815: Aufgelöst und in das 6e régiment de cuirassiers eingegliedert.
- 1825: Wiederaufstellung als „9e régiment de cuirassiers“.
- 1916: Umwandlung in ein Kavallerie-Schützenregiment mit der Bezeichnung „9e régiment de cuirassiers à pied“.
- 1919: Umwandlung in ein Reiterregiment mit der alten Bezeichnung „9e régiment de cuirassiers“.
- 1939: Der Regimentsverband wurde aufgelöst, die Escadrons als Aufklärungsgruppe verteilt:

20e Groupe de Reconnaissance de Corps d’Armée
20e Groupe de Reconnaissance de Division d’Infanterie
22e Groupe de Reconnaissance de Division d’Infanterie (Mit lobender Erwähnung im Armeebefehl)
91e Groupe de Reconnaissance de Division d’Infanterie (Mit lobender Erwähnung im Armeebefehl)
- 1944: Wiederaufstellung als „9e régiment de cuirassiers“.
- 1946: Auflösung.

## Mestres de camp/Colonels/Chefs de brigade
Mestre de camp war die Rangbezeichnung für den Regimentsinhaber und/oder den tatsächlichen Kommandanten. Sollte es sich bei dem Mestre de camp um eine Person des Hochadels handeln, die an der Führung des Regiments kein Interesse hatte (wie z. B. der König oder die Königin), so wurde das Kommando dem Mestre de camp lieutenant (oder Mestre de camp en second) überlassen. Die Bezeichnung Colonel wurde von 1791 bis 1793 und ab 1803 geführt, von 1793 bis 1803 verwendete man die Bezeichnung Chef de brigade. Ab 1791 gab es keine Regimentsinhaber mehr.
- 7. Dezember 1665: Mestre de camp de Baleroy de Choisy
- 1672: Mestre de camp le Charles de Champlaix, marquis de Coucelles
- 25. August 1674: Mestre de camp le Claude-Louis-Hector, marquis de Villars
- 28. August 1688: Mestre de camp en second, Charles-Nicolas de Créqui, marquis de Blanchefort
- 5. Dezember 1696: Mestre de camp en second, Comte d'Auroy
- 1. Mai 1704: Mestre de camp en second, Jacques de Chabannes, marquis de Curton
- 23. März 1707: Mestre de camp en second, François-Philippe, marquis d’Escorailles
- Dezember 1712: Mestre de camp en second, Le Tellier, marquis de Louvois
- 1719: Mestre de camp en second, Louis-Antoine de Gontaut, duc de Biron
- 13. Oktober 1732: Mestre de camp en second, Anne-Louis-Henri de Thiard, marquis de Bissy
- 11. März 1736: Mestre de camp en second, Charles-François-Elzéar, marquis de Vogué
- 20. Juli 1746: Mestre de camp en second, Jean-Baptiste Mahuet de Luppécourt-Drouville
- 10. Oktober 1755: Mestre de camp en second, Jean-Bretagne-Charles-Godefroi, duc de la Trémouille
- 3. Januar 1770: Mestre de camp en second, Louis-Mathieu-Benoît, baron de Fumel
- 10. März 1788: Mestre de camp en second, Louis-Antoine-Paul, vicomte de Bourbon-Busset
- 5. Februar 1792: Colonel Jean-Claude Loubat de Bohan
- 29. Oktober 1792: Colonel Étienne-Marie-Antoine Champion de Nansouty
- 9. November 1793: Chef de brigade Jean-Pierre Doumerc
- 3. September 1799: Chef de brigade Paultre
- 31. Dezember 1806: Colonel Murat-Sistriéres
- 7. September 1811: Colonel Habert
- 3. September 1813: Colonel François Bigarne
- 1870: Colonel Waternau.
- 20. August 1870 – 2. September 1871: Colonel de Vouges de Chanteclair.
- 1889–1894 Colonel de Guizelin, dann Colonel Delannoy.

## Ausstattung

### Standarten
- Königliche Standarten

Das Regiment führte bis zu sechs Standarten aus blauer Seide. Auf der Vorderseite die königliche Sonne im Zentrum, in den Ecken Lilien aufgestickt. Als Regiment Anjou befand sich auf der Rückseite das Wappen des Hauses, in jeder Ecke eine Kartusche mit den Lilien und der Krone der Prinzen von Geblüt. Die Rückseite der Standarte des Regiments d’Aquitaine war mit Lilien bestickt und führte ebenfalls die vier Kartuschen in den Ecken. Die Stickereien und die Fransen waren in Gold ausgeführt.

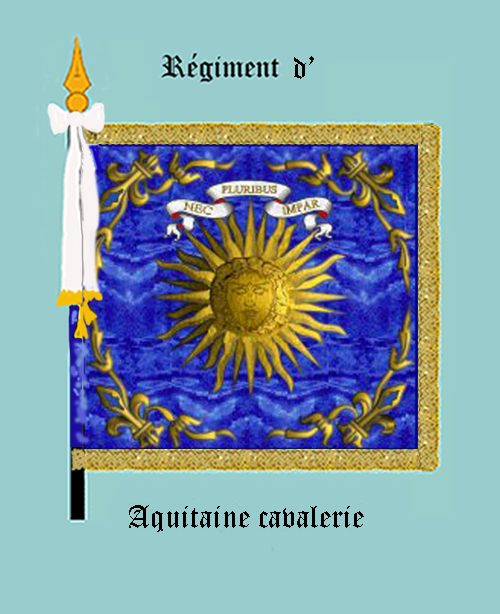
Standarte d’Aquitaine und d’Anjou cavalerie, Vorderseite
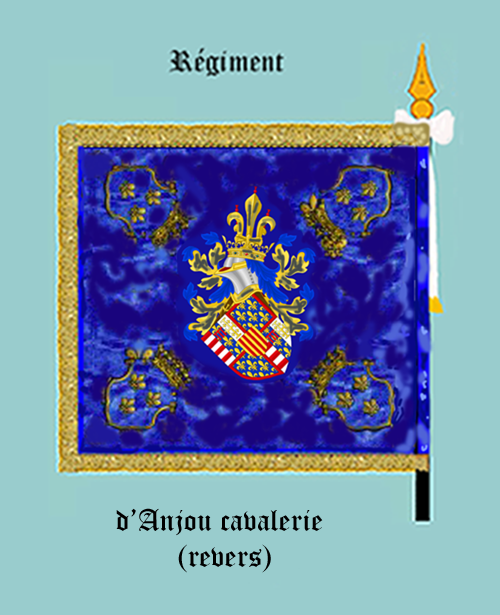
Standarte d’Anjou cavalerie, Rückseite
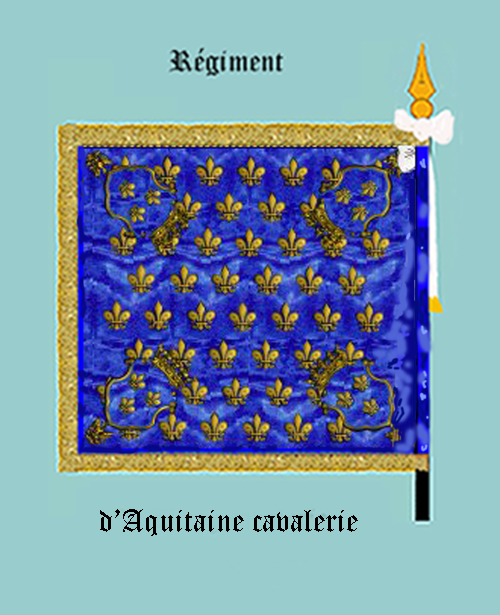
Standarte d’Aquitaine cavalerie, Rückseite

- Standarten während der Revolution und des Ersten Kaiserreichs

1791 wurden vereinfachte Standarten eingeführt, zunächst noch mit den königlichen Lilien, die nach der Abschaffung der Monarchie wegfielen. Von 1804 bis 1812 wurde dann die Rautenfahne geführt (bereits in den Farben blau-weiß-rot) und ab 1812 wurde die mit Adlern, Kronen und Lorbeerkränzen verzierte Trikolore verwendet, auf deren Rückseite die Schlachten verzeichnet waren, an denen das Regiment ehrenvoll teilgenommen hat. 1815, während der Herrschaft der Hundert Tage wurde eine ähnliche Standarte, jedoch in vereinfachter Form geführt.

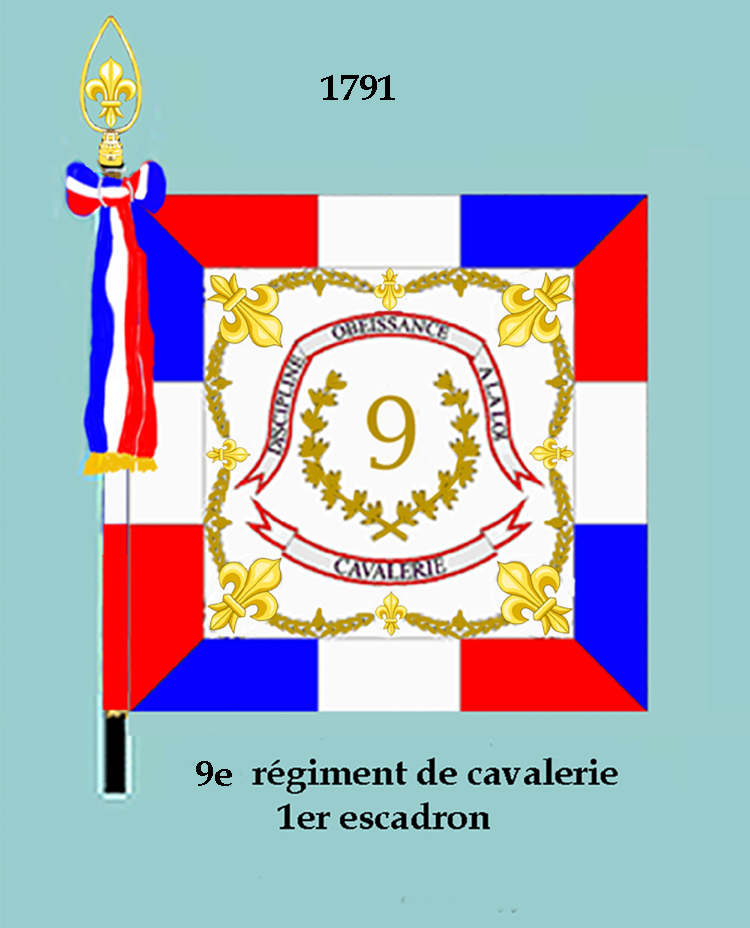
Standarte der 1. Escadron Modell 1791 (Noch mit den königlichen Insignien)
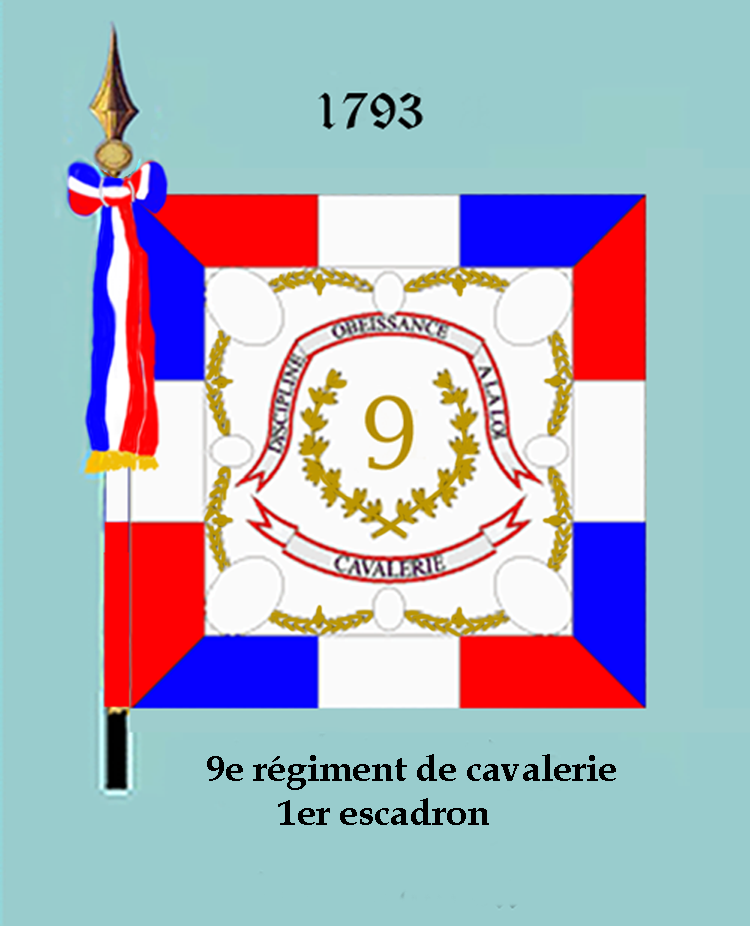
Standarte der 1. Escadron Modell 1793 (Die königlichen Insignien wurden entfernt)
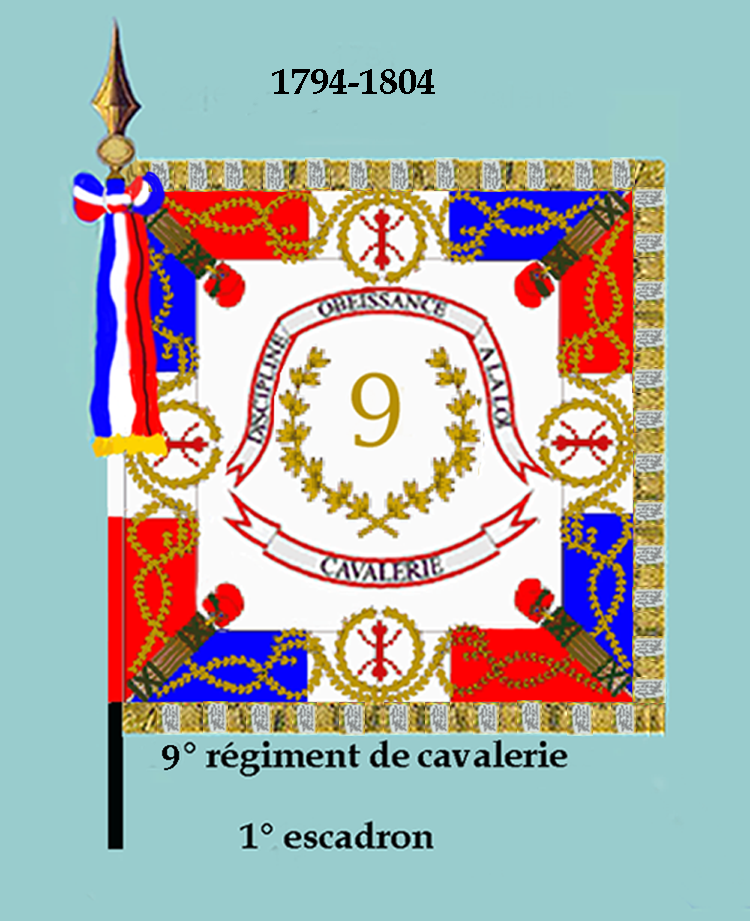
Standarte der 1. Escadron Modell 1794
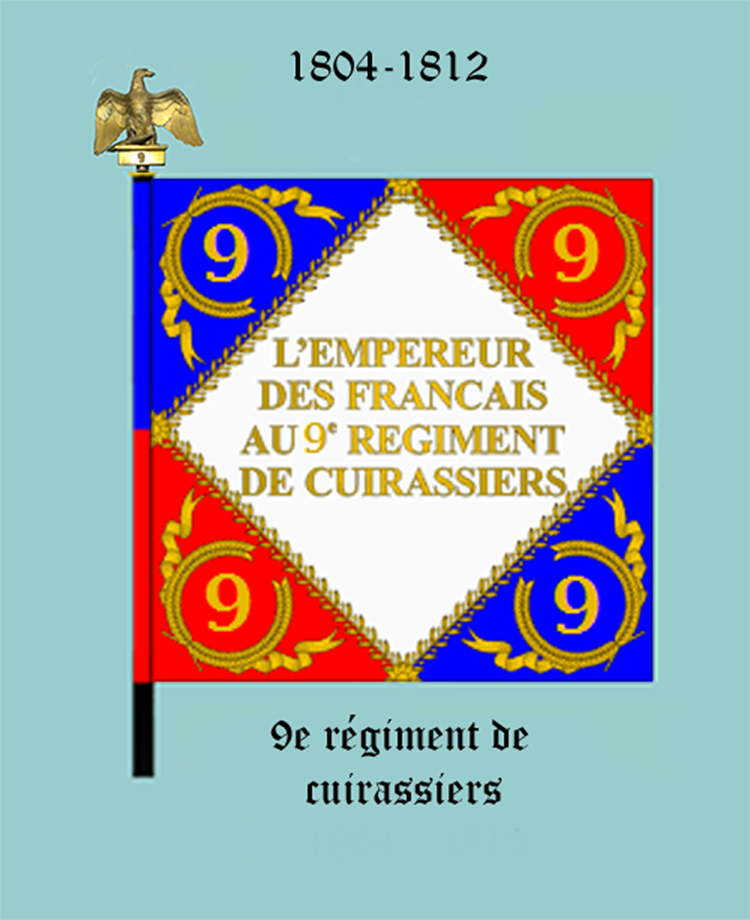
Standarte Modell 1804 bis 1812
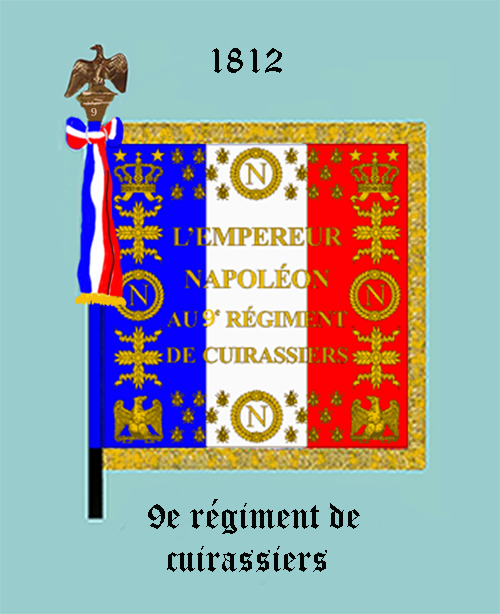
Standarte Modell 1812 (Vorderseite) Diese Standarte ging im Dezember 1812 in Wilna verloren.
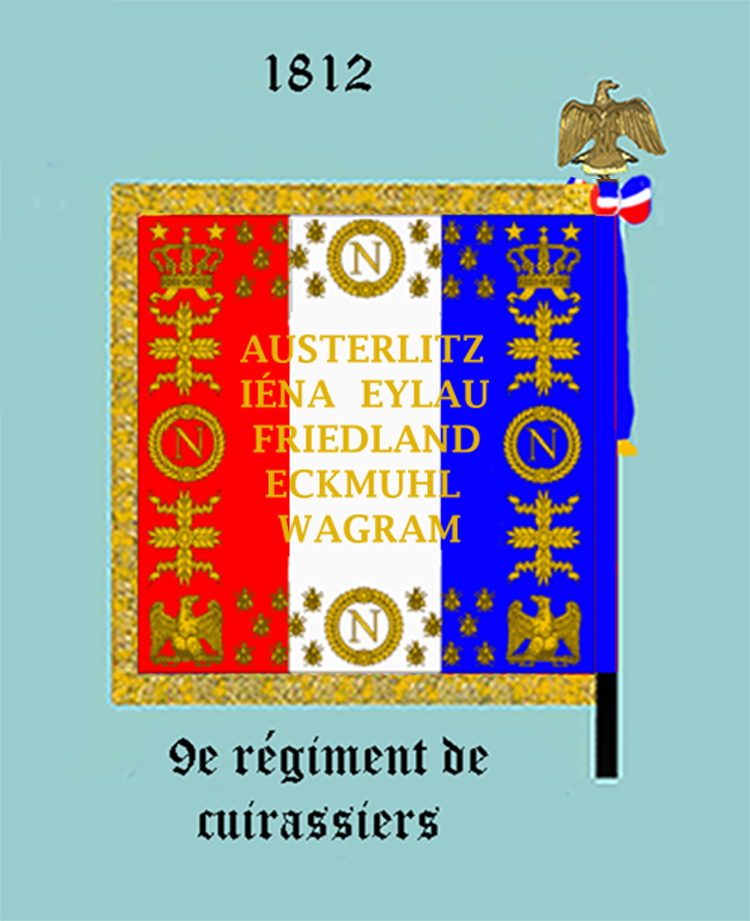
Standarte Modell 1812 (Rückseite)
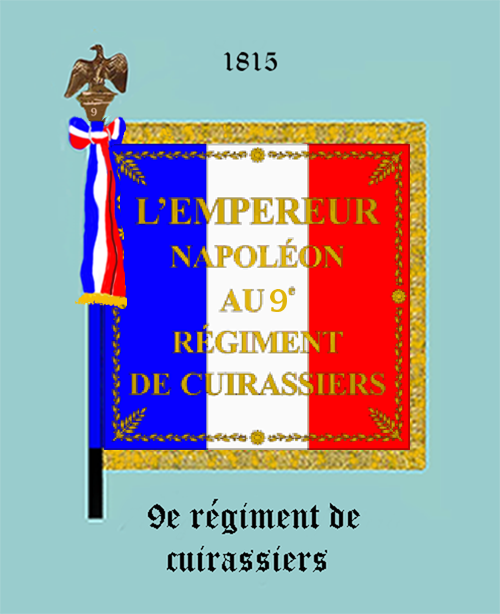
Standarte Modell 1815 (Vorderseite)
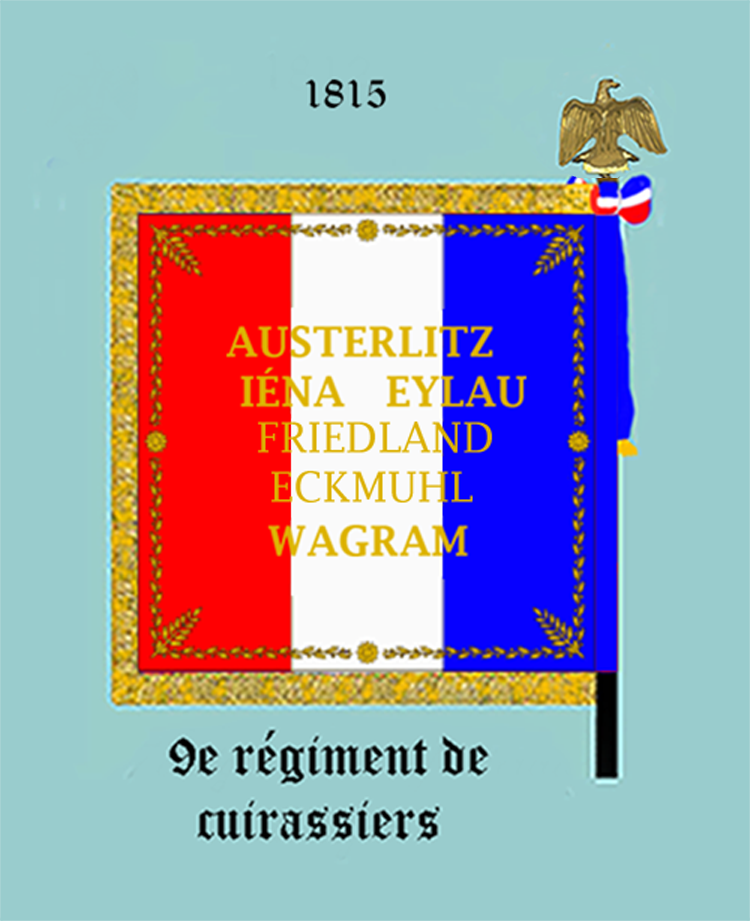
Standarte Modell 1815 (Rückseite)

Die Inschriften auf der zuletzt (1946) im Gebrauch gewesenen Standarte lauteten:
- Hohenlinden 1800
- Austerlitz 1805
- Moskova 1812
- Fleurus 1815
- L’Aisne 1917
- Le Matz 1918
- Argonne 1918

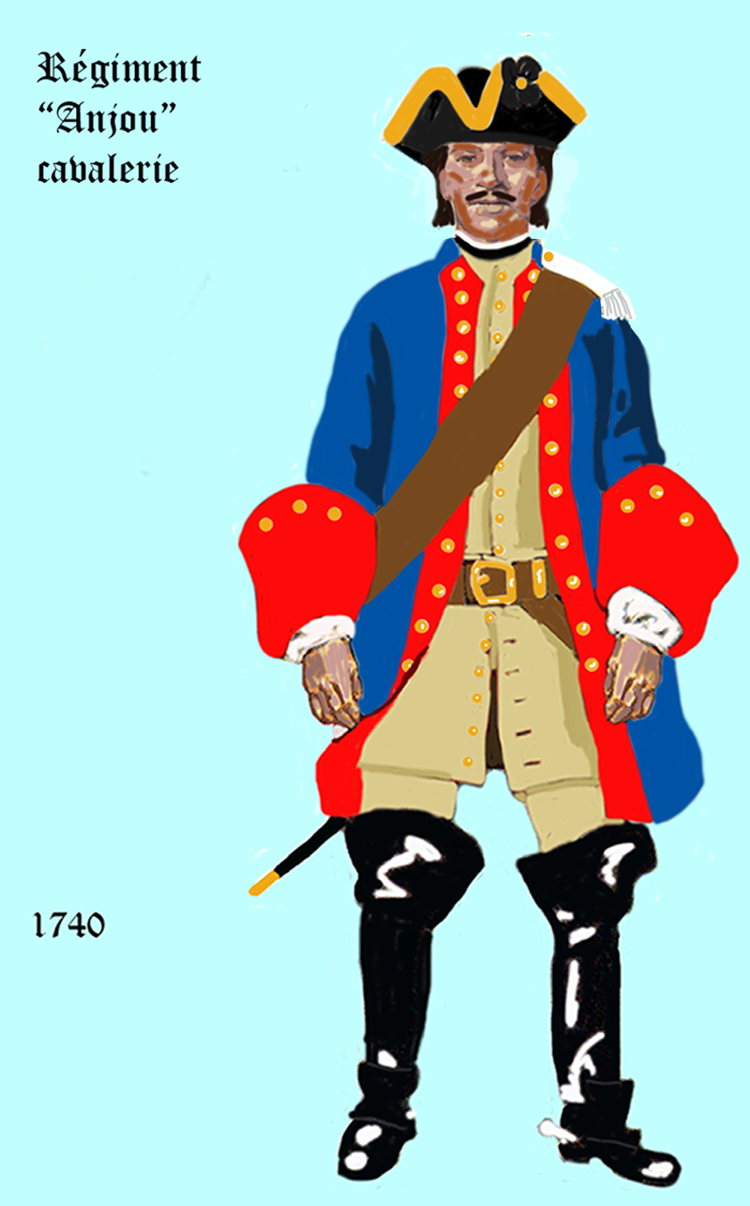
1740 bis 1757
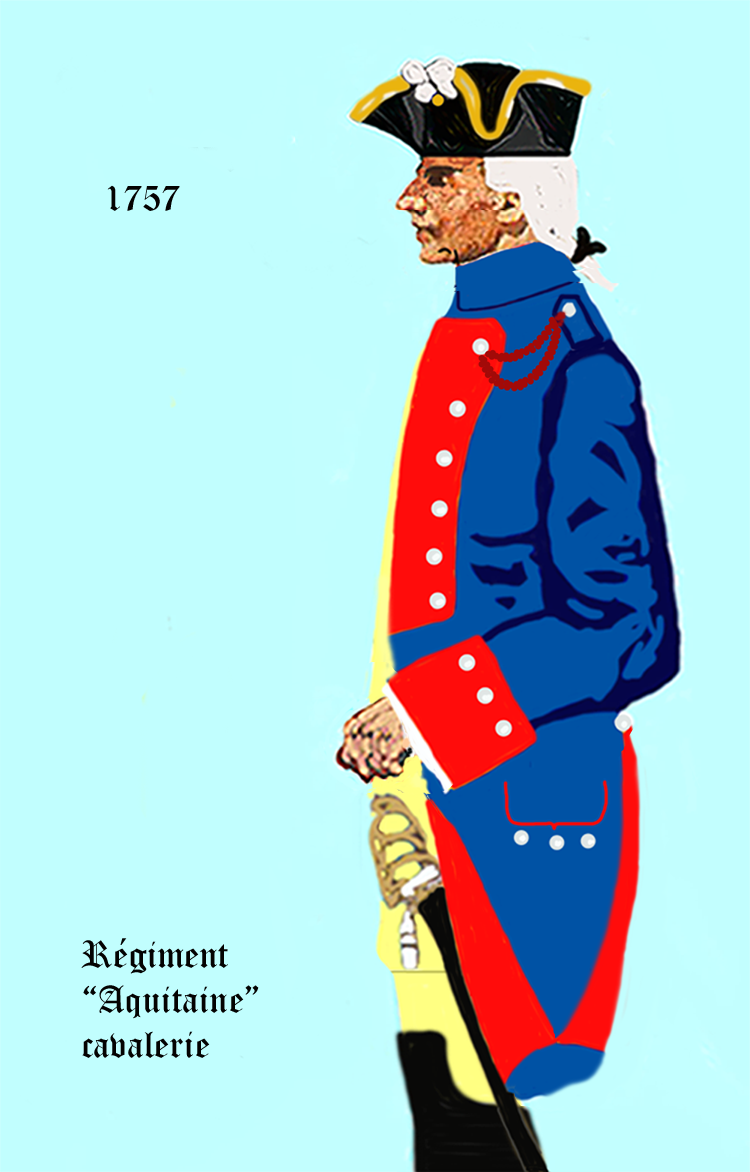
1757 bis 1762
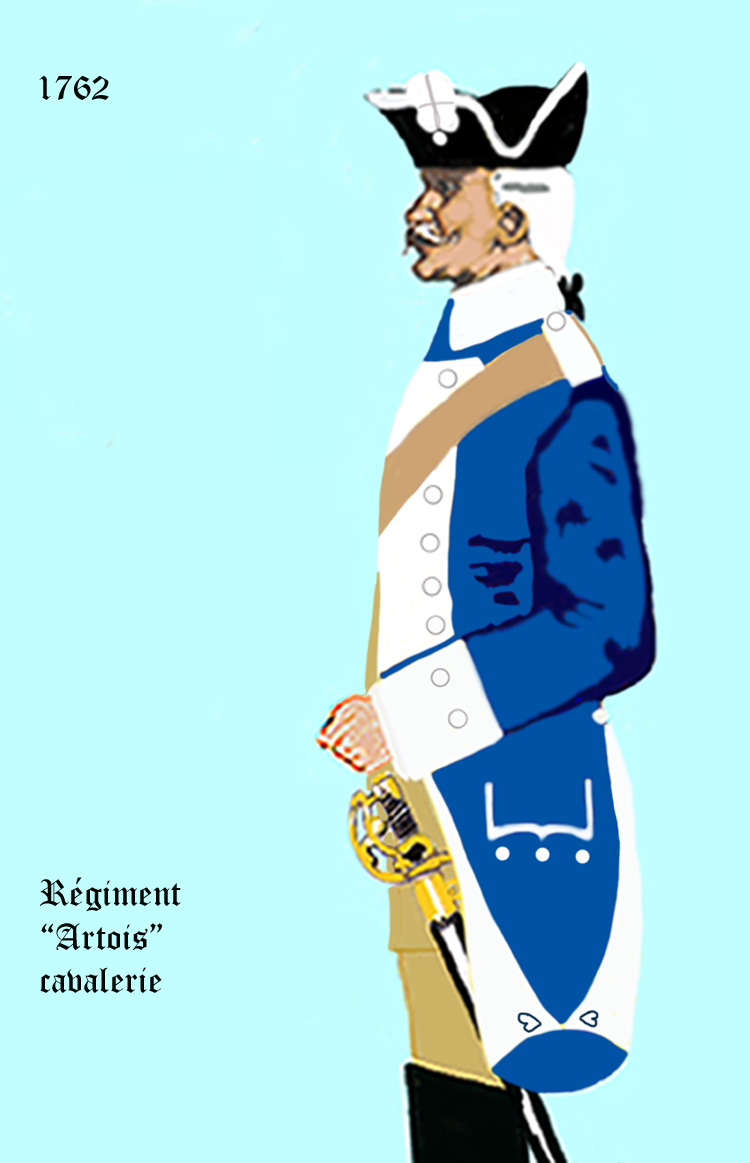
Régiment d’Artois cavalerie von 1762 bis 1767
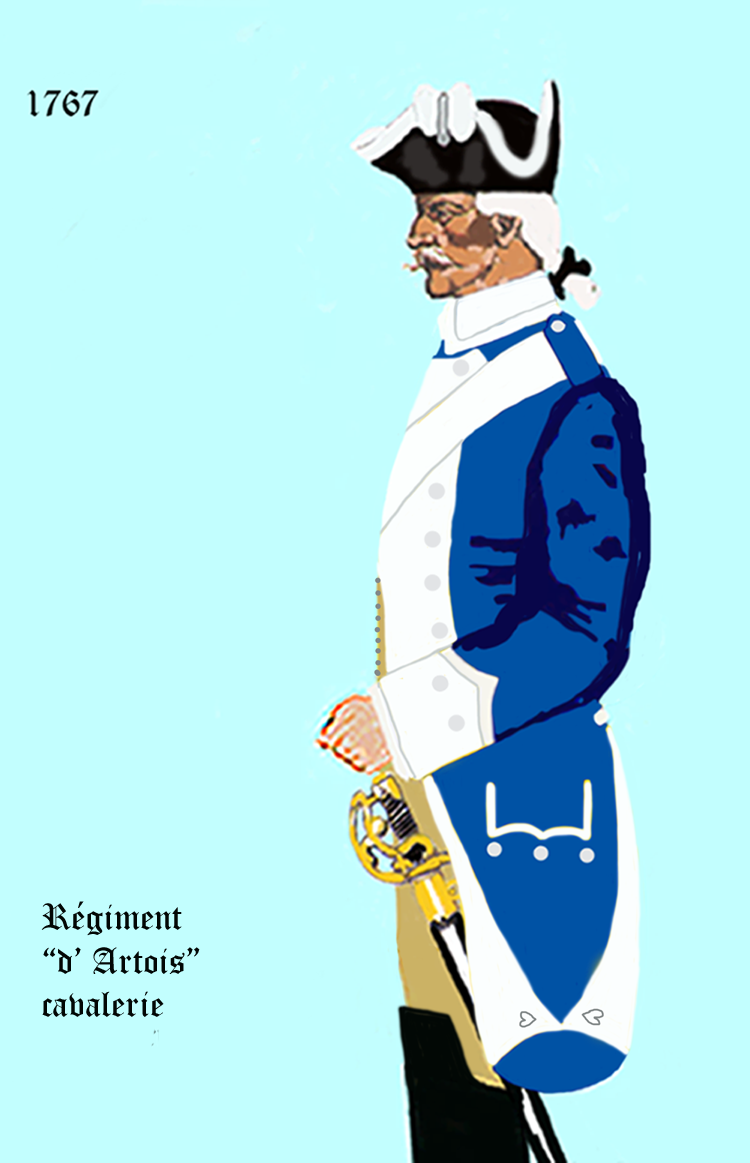
Régiment d’Artois cavalerie von 1767 bis 1776
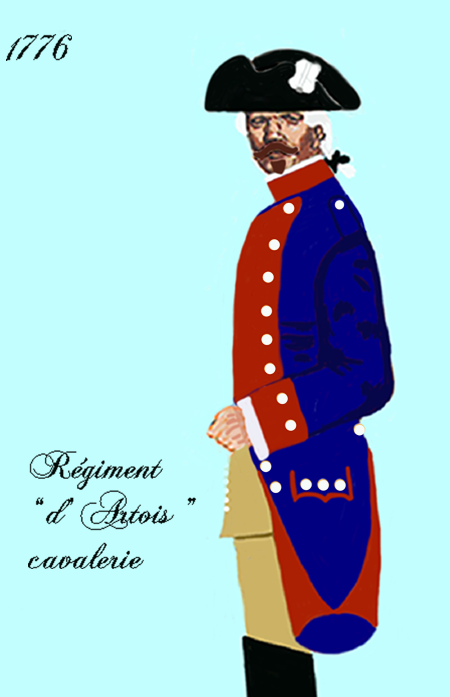
Régiment d’Artois cavalerie von 1776 bis 1779
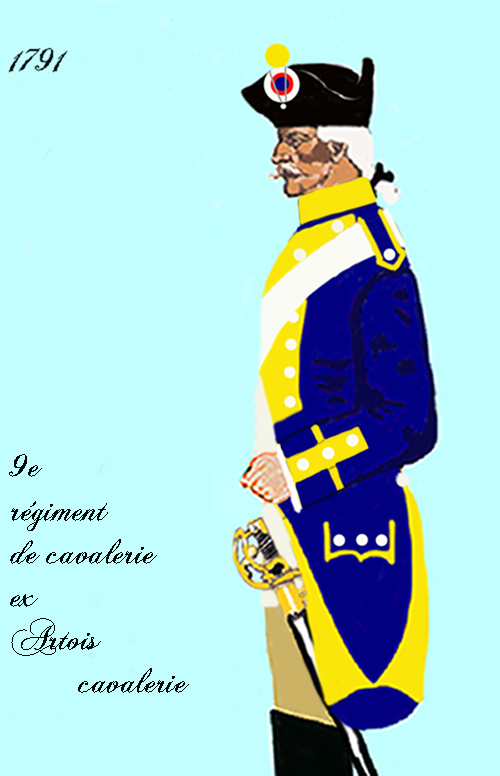
9e régiment de cavalerie 1791
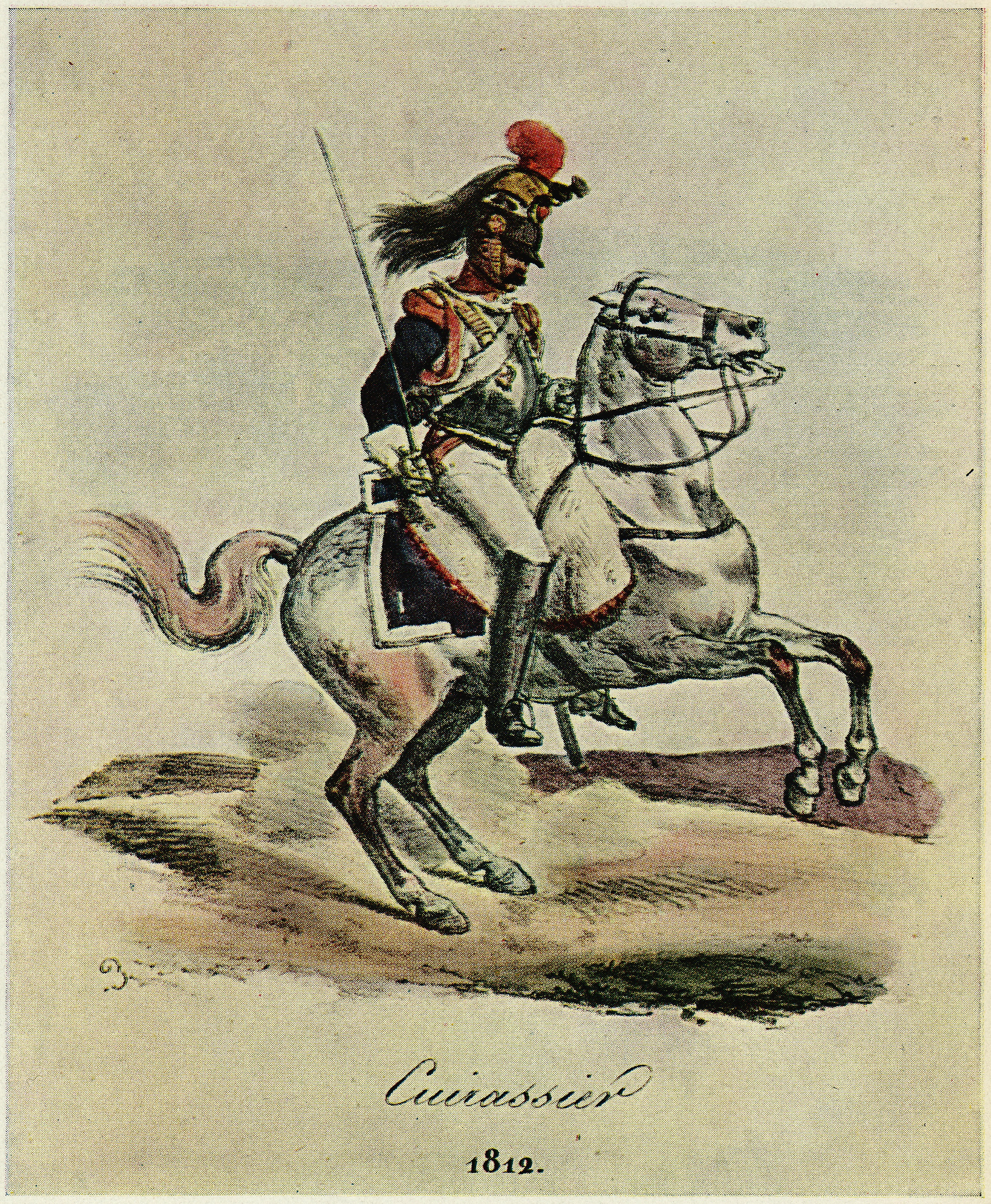
Kürassier 1812, Illustration in der Collection des Uniformes des Armées françaises de 1791 à 1814, Paris 1822

## Verwendung
Alle Dokumente, das Regiment betreffend, ob handschriftlich oder gedruckt, verweisen auf das Ende des Jahres 1665 als Aufstellungsdatum.
Am 7. Dezember 1665 erhielt der Monsieur de Baleroy ein Patent zur Aufstellung eines Kavallerieregiments. Als Stamm dazu verwendete er eine Kavalleriekompanie, die bereits vorher in seinem Besitz gewesen war. Bei der Aufstellung muss es zu Problemen gekommen sein, da das Regiment erst zum 15. Januar 1667 als komplett bezeichnet wurde. Anfang des Jahres 1668 bestand es aus vier Kompanien und lag in Douai in Garnison. Bereits am 24. Mai wurde es mit dem Ende des Devolutionskrieges bis auf die Leibkompanie wieder entlassen. Diese zählte somit zu den 66 Kavalleriekompanien, die nach der Truppenreduzierung noch in Dienst gehalten wurden.
Am 8. August 1671 wurde der Monsieur de Baleroy autorisiert, das Regiment wieder aufzustellen.

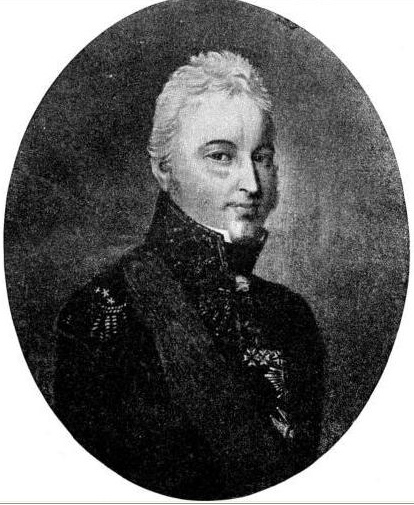
Étienne Marie Antoine Champion de Nansouty.

Das Regiment trat 1672 zur Armee des Königs und nahm an allen Feldzügen des Holländischen Krieges teil. Nachdem der Mestre de camp de Baleroy in Utrecht zu Tode gekommen war, wurde er durch den Mestre de camp Marquis de Courcelles ersetzt.

### Holländischer Krieg
- 1674: Schlacht bei Seneffe – der Regimentskommandant, der Marquis de Courcelles wurde in der Schlacht getötet.

Danach ging es in das Eigentum des Marquis de Villars über, der es in Flandern, bei der Belagerung von Aire-sur-la-Lys, der Belagerung von Maastricht und noch mehreren Einzelaktionen im Gebiet des Prinz von Oranien kommandierte. 1676 konnte das Regiment bei einem dieser Streifzüge 1500 Gefangene einbringen.
- 1677: Schlacht bei Cassel und Einnahme von Saint-Omer.

Den folgenden Winter verbrachte das Regiment in Belfort. Danach führte es ein siegreiches Gefecht bei Kehl, wo es ein gegnerisches Korps von 2000 Mann in die Flucht schlug. Es attackierte sechsmal im Gefecht bei Kochersberg und nahm an der Belagerung von Freiburg teil. Die Einheit zeichnete sich im Gefecht bei Waldkirch aus, als sie das von überlegenen feindlichen Kräften angegriffene eigene Brigadehauptquartier sichern konnte.
- 1678: diente das Regiment unter dem Oberbefehl von Maréchal François de Créquy. Es führte ein Gefecht beim Übergang über den Bach bei Neubourg, griff unterstützend in zwei weitere bei Rheinfeld und Gegensbach ein. Es folgte eine Attacke auf die Nachhut der kaiserlichen Armee während der Überquerung der Kinzig, bei der der feindliche Truppenkommandeur gefangen genommen werden konnte. Mit der Belagerung von Kehl endete dieser Feldzug für das Regiment, das am 8. August 1679 entlassen wurde. Die verbliebenen Kompanien wurden verteilt, lediglich die Leibkompanie wurde dem Mestre de camp de Villars belassen.

### Reunionskrieg
Am 15. Januar 1684 wurde das Regiment wieder aufgestellt. Mestre de camp war nach wie vor der Marquis de Villars. Im gleichen Jahr noch war es an der Belagerung von Luxemburg beteiligt.
- 1685: lag es im Feldlager an der Saône, kommandiert vom Mestre de camp lieutenant Marquis de la Trousse.

### Pfälzischer Erbfolgekrieg
Am 20. März 1688 verkaufte der Marquis de Villars das Regiment an den König, der es seinem Enkel, Philippe, duc d’Anjou überließ. (Dieser und alle folgenden Regimentsinhaber übten die Befehlsgewalt jedoch nicht aus, sondern überließen das einem Stellvertreter, dem Mestre de camp en second). Unter diesem neuen Namen nahm es am Pfälzischen Erbfolgekrieg teil, kämpfte 1691 in Italien und war an allen Feldzügen in Flandern beteiligt.
- 1692: Schlacht bei Steenkerke

### Spanischer Erbfolgekrieg
Dieser Krieg brachte den Regimentsinhaber auf den spanischen Thron. Das Regiment kämpfte in Italien:
- 1701: Gefecht bei Chiari
- 1702: Schlacht bei Luzarra, Schlacht bei Borgoforte
- 1703: Feldzug in das Trentino und nach Venetien mit einem Gefecht bei Santa Vittoria und einem bei San Benedetto
- 1704: Belagerung von Verceia, Ivrea und Verrua Savoia
- 1705: Schlacht bei Cassano
- 1706: Schlacht bei Calcinato und Belagerung von Turin. Nach der dem katastrophalen Ausgang der Schlacht bei Turin wurde das Regiment nach Spanien verlegt.
- 1707: Schlacht bei Almanza und Einnahme von Lleida
- 1708: Belagerung von Tortosa. Danach operierte es weiterhin im Land unter dem Kommando von Maréchal de Bezons.
- 1710: wurde die Einheit zum Grenzschutz in die Dauphiné verlegt, zog aber 1713 wieder nach Spanien und nahm an der Belagerung von Barcelona teil.

Im Jahre 1727 kehrte das Regiment Anjou nach Frankreich zurück, lag im Feldlager von Aimeries und 1732 im Camp de la Meuse.

### Polnischer Thronfolgekrieg
- 1734: Belagerung von Philippsburg, Angriff auf die Ettlinger Linien und Gefecht bei Klausen. Nach dem Friedensschluss erfolgte die Rückkehr nach Frankreich mit Garnison in Moulins.

### Österreichischer Erbfolgekrieg
- 1742: wurde die Grenze nach Flandern überschritten,
- 1743: fand sich das Regiment in Bayern, im Juli des gleichen Jahres hielt es Positionen im unteren Elsass und der Gegend um Landau in der Pfalz besetzt.
- 1744: war es an der Wiedereinnahme von Wissembourg und den Linien an der Lauter (Glan) beteiligt. Es folgte das Gefecht bei Augenheim und die Belagerung von Freiburg.
- 1745: die Einnahme des Kronemberg, dann ein Aufenthalt im Feldlager von Chièvres, danach die Belagerung von Ath.
- 1646: kämpfte das Regiment bei der Belagerung von Mons und schlug sich anschließend in der Schlacht bei Roucourt

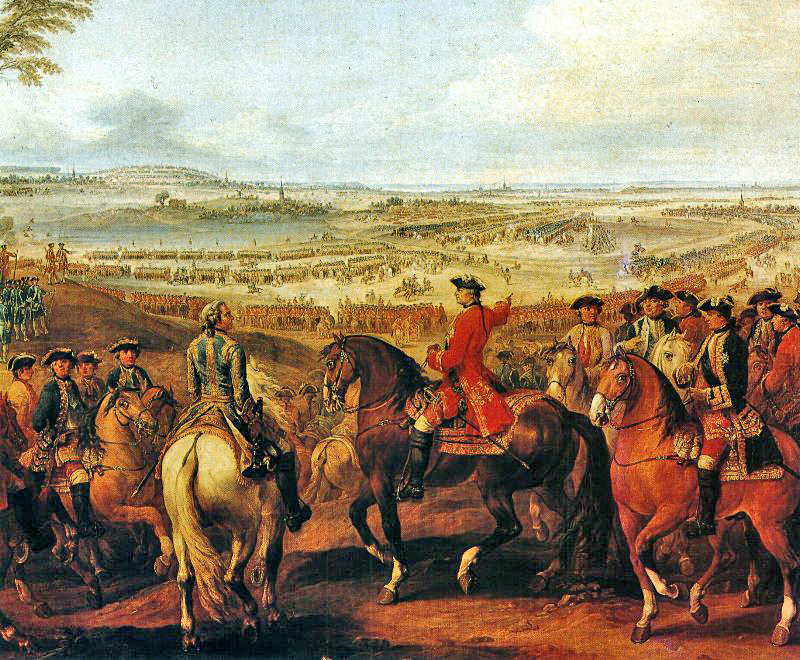
Schlacht bei Lauffeldt

- 1747: Schlacht bei Lauffeldt und Belagerung von Bergen op Zoom
- 1748: Belagerung von Maastricht

Garnison in Bourges 1749, in Neubreisach 1751, Montpellier, Castelnaudary und Castres 1752, im Feldlager Plobsheim und in Castres 1753. Am 10. September des gleichen Jahres erhielt es den Namen „Régiment d’Aquitaine“. 1754 verließ es Castres, zog nach Bergerac und Libourne, 1756 nach Besançon, 1757 nach Damvillers und Stenay.

### Siebenjähriger Krieg (1757 bis 1763)
Das Regiment zog in den Siebenjährigen Krieg mit einem Gefecht bei Neuss. Es folgte die Teilnahme an der Schlacht bei Hastenbeck und die Eroberung des Kurfürstentums Hannover.
- Schlacht bei Krefeld und Schlacht bei Lutterberg
- 1760: Schlacht bei Warburg und Schlacht bei Kloster Kampen
- 1761: Schlacht bei Vellinghausen, Gefecht bei Korbach und Gefecht bei Westhoven.

Am 1. Dezember 1761 wurde der erst vierjährige Comte d’Artois, neuer Mestre de camp, dessen Namen das Regiment bis zur Revolution tragen sollte. Die Kompanien des aufgelösten „Régiment d’Héricy“ wurden eingegliedert.
Nach dem Ende des Krieges wurde das Regiment in Besançon, 1764 in Lons-le-Saulnier, 1765 in Metz, 1766 in Toul, 1767 in Joinville, 1768 in Philippeville, 1769 in Pont-à-Mousson und in Besançon, 1770 in Redon, 1772 in Sarrelouis, 1774 in Pont-à-Mousson, 1777 in Verdun, 1779 in Straßburg, Avranches, Aire und Saint-Omer, 1780 in Nevers und Joigny, 1783 in Straßburg, 1791 in Schlettstadt und 1792 in Haguenau stationiert.

### Kriege der Revolution und des Ersten Kaiserreichs
- 1792: Gefecht bei Limburg
- 1793: Gefecht bei Oberflersheim, Landau, Gambsheim.
- 1794: La Rehutte und Schwegenheim
- 1795 bis 1796: Bei der Armée de Rhin-et-Moselle (Rhein- und Moselarmee): Gefecht bei Neresheim, Schlacht bei Biberach
- 1797 bis 1798: bei der Armée d’Angleterre (Englandarmee) und der „Armée de Mayence“ (Mainzarmee)
- 1798: bei der „Armée de Mayence“ und der „Armée du Danube“ (Donauarmee) auch am Rhein
- 1800: bei der „Armée du Rhin“ Schlacht bei Höchstädt (1800), Übergang über die Donau am 19. und 22. Juni Schlacht bei Hohenlinden
- 1804: Garnison in Épinal und in der Festung Mainz
- 1805: Feldzug in Österreich: Schlacht bei Austerlitz
- 1806: Feldzug in Preußen: Schlacht bei Jena
- 1807: Feldzug in Polen: Schlacht bei Eylau, Schlacht bei Friedland
- 1809: Feldzug in Deutschland und Österreich: Schlacht bei Eckmühl, Schlacht bei Regensburg, Schlacht bei Wagram
- 1812: Feldzug in Russland: Schlacht bei Ostrowo, Schlacht bei Borodino, Schlacht bei Tarutino
- 1813: Feldzug in Deutschland: Schlacht bei Großgörschen, Schlacht bei Bautzen, Schlacht um Dresden, Völkerschlacht bei Leipzig
- 1814: Feldzug in Frankreich, Schlacht bei Saint-Dizier, Schlacht bei Brienne-le-Château, Schlacht bei La Rothière, Schlacht bei Champaubert, Schlacht bei Vauchamps, Schlacht bei Craonne, Schlacht bei Fère-Champenoise, Schlacht bei Claye-Souilly und Gefecht bei Villeparisis
- 1815: Feldzug in Belgien: Schlacht bei Ligny, Schlacht bei Waterloo

„Le 9e cuirassiers a exécuté une charge qui a mis l'ennemi en déroute“

. (Die 9. Kürassiere führten eine Attacke aus, die den Feind in die Flucht schlug.) Maréchal Soult, 1815.
Bis 1805 gehörte das Regiment zum Reserve-Kavalleriekorps, von 1806 bis 1808 zum 1. Kavalleriekorps der Grande Armée. 1809 und 1810 bei der Armee am Rhein und der „Armée d'Allemagne“ (Armee in Deutschland) gehörte es 1811 und 1812 „Corps d'observation de l'Elbe“ (Elbe-Observationscorps) und 1813/1814 1. Reserve-Kavalleriekorps mit Garnison in Hamburg.
Während der Herrschaft der Hundert Tage war das Regiment Teil der „3e division de réserve de cavalerie“ (3. Reserve-Kavalleriedivision).

### 1815 bis 1848
- Einsatz bei der Niederschlagung des Aufstandes der Seidenweber in Lyon (1831)

- Einsatz im Krimkrieg

### Deutsch-Französischer Krieg
- 6. August 1870: in der Schlacht bei Wörth zeichnete sich das Regiment durch seine Attacken aus. Durch seinen aufopferungsvollen Einsatz wurde es der „4e division d'infanterie“ von Général Marie Hippolyte de Lartigue ermöglicht, sich geordnet zurückzuziehen.

### Erster Weltkrieg

#### 1914
- keine Informationen verfügbar

#### 1915
- keine Informationen verfügbar

#### 1916
- Ab August, nach Abgabe der Pferde, Einsatz im Grabenkrieg – Schlacht an der Somme

#### 1917
Stellungskämpfe. Am 5. Mai Gefecht an der Mühle bei Laffaux
- Schlacht an der Aisne

#### 1918
- Angriffskämpfe an der Matz
- Verfolgungskämpfe an der Maas und in den Argonnen

### Zweiter Weltkrieg
- 1940: Auflösung des Regimentsverbandes und Teilnahme an den Kämpfen in Frankreich mit vier Aufklärungsgruppen:
- 20e Groupe de Reconnaissance de Corps d'Armée (20e GRCA),
- 20e Groupe de Reconnaissance de Division d’Infanterie (20e GRDI)
- 22e Groupe de Reconnaissance de Division d’Infanterie (22e GRDI)
- 91e Groupe de Reconnaissance de Division d’Infanterie (91e GRDI)

Nach dem Waffenstillstand am 22. Juni 1940 aufgelöst.
- 1944 bis 1945: Nach der Landung der Alliierten wieder aufgestellt, nahm das Regiment an den Kämpfen zur Befreiung Frankreichs teil.

- 1946: Auflösung

## Auszeichnungen
Das Fahnenband ist mit dem Croix de guerre 1914–1918 mit zwei Palmenzweigen dekoriert.
Die Angehörigen des Regiments haben das Recht, die Fourragère in den Farben des Croix de guerre 1914–1918 zu tragen.

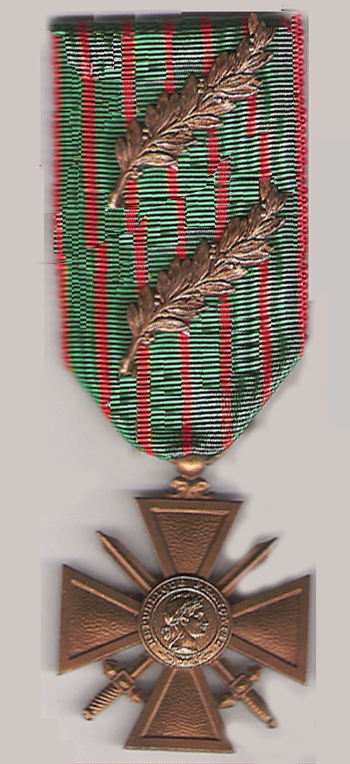
Croix de guerre 1914–1918 mit zwei Palmenzweigen
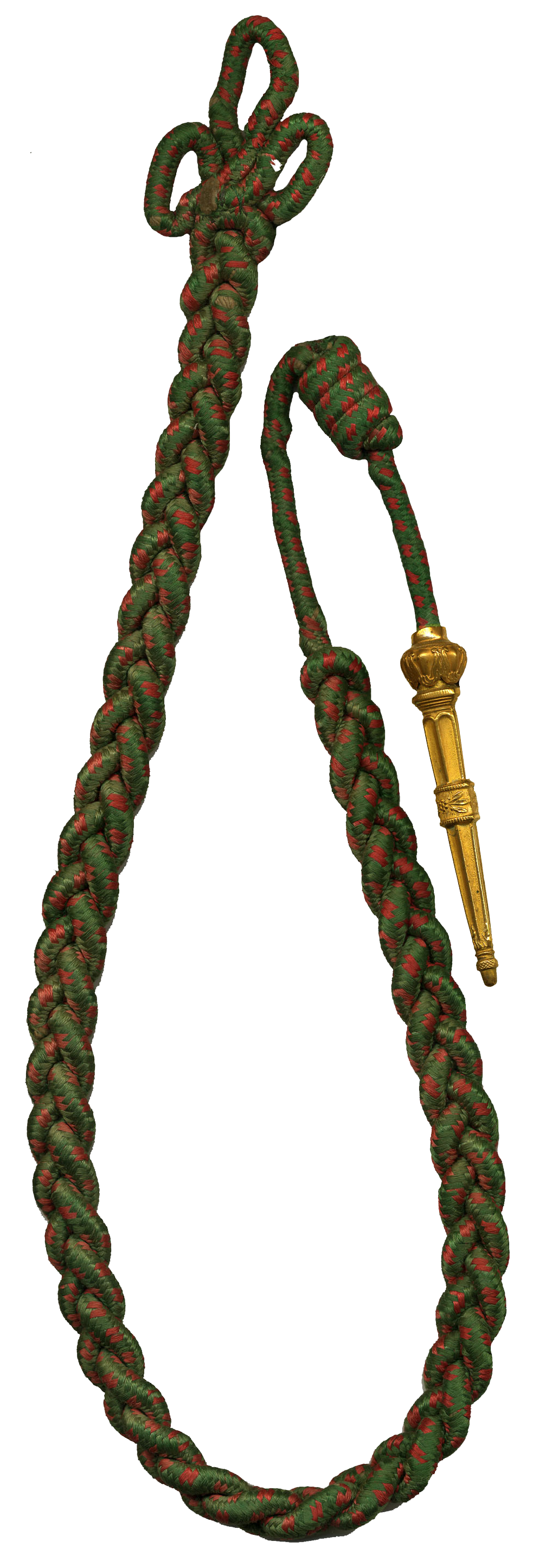
Fourragère in den Farben des Croix de guerre 1914–1918